# Parafia Świętych Apostołów Piotra i Pawła w Mątowach Wielkich
Parafia św. Apostołów Piotra i Pawła w Mątowach Wielkich – parafia rzymskokatolicka w diecezji elbląskiej. Założona w 1383 roku.
Do parafii należą wierni z miejscowości: Bystrze, Mątowy Małe i Mątowy Wielkie.
Kościół w Mątowach Wielkich został wybudowany w stylu gotyckim w 1340 roku. Posiada 1 wieżę, drewniany hełm wieżowy, beczkowy, drewniany strop, 3 ołtarze oraz ambonę z XVIII wieku.
Z tutejszej parafii pochodzi błogosławiona Dorota z Mątowów, patronka diecezji elbląskiej.

## Proboszczowie parafii w XX i XXI wieku
| imię i nazwisko                                        | daty urzędowania |
| ------------------------------------------------------ | ---------------- |
| ks. August Terletzki                                   | 1900–1944        |
| ks. szambelan Józef Boduch                             | 1946–1967        |
| ks. Gerard Maternicki                                  | 1967–1975        |
| ks. Romuald Jancen                                     | 1975–1976        |
| ks. Andrzej Tretyn                                     | 1976–1980        |
| ks. Jan Kozaczka                                       | 1980–1981        |
| ks. Leon Hendzelewski                                  | 1981–1993        |
| ks. Edward Słowik (proboszcz parafii Miłoradz)         | 1993–1994        |
| ks. Andrzej Starczewski (proboszcz parafii Miłoradz)   | 1994–2007        |
| ks. dr Sławomir Małkowski (proboszcz parafii Miłoradz) | 2007–2016        |
| ks. mgr Sylwester Ziemann (proboszcz parafii Miłoradz) | 2016–2022        |
| ks. Karol Józefowicz (proboszcz parafii Miłoradz)      | od 2022          |